# Pars-lès-Chavanges

Pars-lès-Chavanges este o comună în departamentul Aube din nord-estul Franței. În 1 ianuarie 2022 avea o populație de 47 de locuitori.